# ヘンリー・ラウ
ヘンリー・ラウ（1989年10月11日 - ）は、カナダ出身の歌手、作曲家、演奏家、俳優であり、韓国の男性アイドルグループSUPER JUNIORの派生ユニットSUPER JUNIOR-Mの元メンバー。Monster Entertainment所属。香港出身の父と台湾出身の母との間に生まれた中華系カナダ人である。

## 来歴
2006年にカナダで行われたSMグローバルオーディションで合格し、SMエンタテインメントの練習生となった。
2008年4月、SUPER JUNIOR-Mのメンバーとして正式にデビュー。2013年にはミニアルバム『Trap』をリリースし、ソロデビューを果たした。
2018年4月、SMエンタテインメント、Label SJとの契約が満了し、独立。
2019年公開の映画『僕のワンダフル・ジャーニー』に出演し、ハリウッドデビューを果たした。

## 人物
- 身長：181cm、血液型：AB型
- 家族構成：父[4]、母[4]、兄[5]、妹[6]
- 母語の英語の他に、韓国語、北京語、広東語が堪能であり、フランス語も話すことができるマルチリンガルである。
- 姓の「Lau」は香港語由来であり、母親の母語台湾語のスペルでもある。
- ヴァイオリン、ピアノが得意であり、ギターも演奏できる。中学時代にはドラムも触れている。

## ディスコグラフィ

### ソロ

#### ミニアルバム
- 『Trap』（2013年）
- 『Fantastic』（2014年）
- 『JOURNEY』（2020年）[7]

#### デジタルシングル
- 『I'm good』（2017年6月23日）
- 『That One』（2017年8月30日）
- 『Monster』（2018年2月2日）
- 『君ばかり思う』（2020年2月12日）[8]

#### OST
- 「君の心に入りたい」（2016年10月26日）- KBS2ドラマ『ウチに住むオトコ』OST
- 「It's You」（2017年10月4日）- SBSドラマ『あなたが眠っている間に』OST
- 「Fall in Luv」（2019年7月17日）- MBCドラマ『新米史官ク・ヘリョン』OST

## メディア出演

### ドラマ
- KBS『オー・マイ・ビーナス』- キム・ジウン 役
- 『ドラマワールド２』

### 映画
- 『僕のワンダフル・ジャーニー（原題：A Dog's Journey）』（2019年）- トレント 役[3]
- 『Double World（原題：征途）』（2020年）

### 番組
- SBS『ルームメイト』（2015年4月7日）
- tvN『バッハを夢見て いつもカンターレ2』（2015年6, 7月）
- MBC『私の友達の家はどこ？』（2015年7月11, 18日）[9]
- KBS2『ハッピーサンデー－1泊2日』（2015年10月18日）
- JTBC『知ってるお兄さん』（2016年2月）
- JTBC『コック家代表』（2016年2月）MC
- KBS2『カシンナム』（2016年3月5日）
- KBS2『BATTLE TRIP』（2016年4月16日）
- 中国湖南TV『Fresh Sunday』（2016年）
- 中国テンセントTV『你正常吗』（2016年）MC
- JTBC『冷蔵庫をお願い』（2016年10月31日）
- SBS『2016 SBS歌謡大祭典』（2016年12月26日）[10]
- SBS『アイドルは今日から一年生！』（2017年1月27日）
- MBC『オッパ！プロダクション』（2017年5月20日）
- MBC『覆面歌王』（2017年6月11日）
- SBS『マスターキー』（2017年10月）
- tvN『人生酒場』（2017年10月27日）[11]
- MBC『セモバン：世界のすべての放送』（2018年1月13日）[12]
- SBS『スター強制レビューショー ボックスライフ』（2018年1月）
- 中国湖南TV『向往的生活 江南編』（2018年）[13]
- JTBC「一食ください」（2018年11月21日）[14]
- JTBC「Begin Again3」（2019年）
- JTBC『Begin Again Korea』（2020年8月9日）
- MBC『私は一人で暮らす』（2020年11月27日）[15]
- KBS2『ユ・ヒヨルのスケッチブック』（2020年12月11日）[16]

### 雑誌
- 「ARENA HOMME＋」- 2017年7月号
- 「ELLE」- 2017年7月号[17]
- 「ELLE（中国版）」- 2019年2月号
- 「ELLE」- 2019年4月号[18]
- 「SuperELLE」- 世界時装之苑2021年増刊 表紙モデル
- 「Madame Figaro（中国版）」- 2021年9月号 表紙モデル
- 「紅秀GRAZIA」- 2022年総第590期 表紙モデル
- 「睿士ELLEMEN」 - 2023年7月号 表紙モデル

### 広告・モデル
- CROCSグローバルキャンペーン「Come As You Are～自分らしく～ 」アンバサダー
- American Eagle Outfitters 公式アンバサダー[19]
- パパジョンズ(PAPA JOHN’S)（2020年）
- TOMMY HILFIGER ディズニーコラボコレクション（2023年）[20]

## 受賞
- 2016-2017 Thailand Headlines Person of The Year - 年度風雲人物・最高影響力賞（2017年7月3日）
- 第14回 ESQUIRE MAN AT HIS BEST - New Power of the Year受賞（2017年11月22日）[21]
- 2020 今年の芸術後援者大賞 - 個人寄付部門受賞[22]